# James Braid (golfista)
James Braid (6 de fevereiro de 1870 – 27 de novembro de 1950) foi um jogador profissional escocês de golfe e membro do que ficou conhecido como Grande Triunvirato do esporte em sua época, junto com os golfistas Harry Vardon e John Henry Taylor. James venceu o Aberto Britânico cinco vezes. Ele também era um renomado arquiteto de golfe e foi introduzido no Hall da Fama do Golfe Mundial.